# Europees kampioenschap voetbal vrouwen 2017
Het Europees kampioenschap voetbal vrouwen 2017 vormde de twaalfde editie van het Europees continentaal kampioenschap voetbal voor vrouwen. Vijf ploegen debuteerden op het EK, namelijk Zwitserland, Schotland, België, Oostenrijk en Portugal.

## Organisatie

### Toewijzing
Landen die geïnteresseerd waren om het toernooi te organiseren konden zich tot 27 juni 2013 opgeven bij de UEFA. Zeven landen maakten hun interesse kenbaar, te weten:
- Frankrijk
- Israël
- Nederland
- Oostenrijk
- Polen
- Schotland
- Zwitserland

Geen enkel van de kandidaat-gastlanden organiseerde reeds een van de voorgaande edities van het EK voetbal voor vrouwen. Frankrijk en Nederland waren bovendien de enige landen die zich wisten te plaatsen voor de laatste editie. De kandidaat-gastlanden kregen tot 10 oktober 2014 de tijd om een bid samen te stellen. Uiteindelijk diende enkel Nederland een bid in. De UEFA maakte op 4 december 2014 bekend dat Nederland het toernooi inderdaad mocht organiseren.
De organisatie ontving een subsidie van € 2.500.000 van het Ministerie van VWS, in het kader van de subsidieregeling van topsportevenementen.

## Kwalificatie
De kwalificatie voor het eindtoernooi startte in 2015. Aan het eindtoernooi namen voor het eerst zestien landen deel, tot 2013 namen er twaalf landen deel. Nederland was als gastland automatisch geplaatst.

### Geplaatste teams
| Land        | Gekwalificeerd als | Datum kwalificatie | Voorgaande deelnames                                            |
| ----------- | ------------------ | ------------------ | --------------------------------------------------------------- |
| Nederland   | Gastland           | 4 december 2014    | 2 (2009, 2013)                                                  |
| Frankrijk   | Winnaar groep 3    | 11 april 2016      | 5 (1997, 2001, 2005, 2009, 2013)                                |
| Duitsland   | Winnaar groep 5    | 12 april 2016      | 9 (1989, 1991, 1993, 1995, 1997, 2001, 2005, 2009, 2013)        |
| Zwitserland | Winnaar groep 6    | 4 juni 2016        | 0                                                               |
| Engeland    | Winnaar groep 7    | 7 juni 2016        | 9 (1984, 1987, 1991, 1993, 1995, 2001, 2005, 2009, 2013)        |
| Noorwegen   | Winnaar groep 8    | 7 juni 2016        | 10 (1987, 1989, 1991, 1993, 1995, 1997, 2001, 2005, 2009, 2013) |
| Spanje      | Winnaar groep 2    | 7 juni 2016        | 2 (1997, 2013)                                                  |
| Zweden      | Winnaar groep 4    | 15 september 2016  | 9 (1984, 1987, 1989, 1995, 1997, 2001, 2005, 2009 , 2013)       |
| IJsland     | Winnaar groep 1    | 16 september 2016  | 2 (2009, 2013)                                                  |
| Schotland   | Tweede groep 1     | 16 september 2016  | 0                                                               |
| België      | Tweede groep 7     | 16 september 2016  | 0                                                               |
| Oostenrijk  | Tweede groep 8     | 20 september 2016  | 0                                                               |
| Denemarken  | Tweede groep 4     | 20 september 2016  | 10 (1984, 1989, 1991, 1993, 1995, 1997, 2001, 2005, 2009, 2013) |
| Italië      | Tweede groep 6     | 20 september 2016  | 10 (1984, 1987, 1989, 1991, 1993, 1997, 2001, 2005, 2009, 2013) |
| Rusland     | Tweede groep 5     | 20 september 2016  | 6 (1993, 1995, 1997, 2001, 2009, 2013)                          |
| Portugal    | Winnaar play-off   | 25 oktober 2016    | 0                                                               |

Vet geeft winnaar van dat jaar weer, schuin geeft gastland(en) voor dat jaar weer.

## Scheidsrechters
De UEFA had voor het toernooi 11 scheidsrechters, 21 assistent-scheidsrechters en 2 vierde officials geselecteerd.
Scheidsrechters

 Riem Hussein

 Bibiana Steinhaus

 Stéphanie Frappart

 Katalin Kulcsár

 Carina Vitulano

 Kateryna Monzoel

 Monika Mularczyk

 Anastasia Poestovojtova

 Jana Adamkova

 Pernilla Larsson

 Esther Staubli
Assistent-scheidsrechters

 Angela Kyriakou

 Christina Biehl

 Katrin Rafalski

 Sian Massey

 Manuela Nicolosi

 Chrysoula Kourompylia

 Judit Kulcsár

 Michelle O'Neill

 Lucia Abruzzese

 Sanja Rođak Karšić

 Nicolet Bakker

 Oleksandra Ardesjeva

 Maryna Striletska

 Anna Dabrowska

 Petruta Iugulescu

 Mihaela Tepusa

 Jekaterina Koerotsjkina

 Svetlana Bilić

 Maria Sukenikova

 Lucie Ratajova

 Belinda Brem
Vierde officials

 Lina Lehtovaara

 Lorraine Clark

## Speelsteden
| Deventer            | Enschede (Finale)                                              | Doetinchem                |
| ------------------- | -------------------------------------------------------------- | ------------------------- |
| De Adelaarshorst    | De Grolsch Veste                                               | Stadion De Vijverberg     |
| Capaciteit: 10.400  | Capaciteit: 30.205                                             | Capaciteit: 12.600        |
|                     |                                                                |                           |
| Utrecht             | · Rotterdam Deventer Doetinchem Breda Enschede Tilburg Utrecht | Rotterdam                 |
| Stadion Galgenwaard | · Rotterdam Deventer Doetinchem Breda Enschede Tilburg Utrecht | Spartastadion Het Kasteel |
| Capaciteit: 23.750  | · Rotterdam Deventer Doetinchem Breda Enschede Tilburg Utrecht | Capaciteit: 11.234        |
|                     | · Rotterdam Deventer Doetinchem Breda Enschede Tilburg Utrecht |                           |
| Breda               | · Rotterdam Deventer Doetinchem Breda Enschede Tilburg Utrecht | Tilburg                   |
| Rat Verlegh Stadion | · Rotterdam Deventer Doetinchem Breda Enschede Tilburg Utrecht | Koning Willem II Stadion  |
| Capaciteit: 19.000  | · Rotterdam Deventer Doetinchem Breda Enschede Tilburg Utrecht | Capaciteit: 14.700        |
|                     | · Rotterdam Deventer Doetinchem Breda Enschede Tilburg Utrecht |                           |

## Groepsfase
Het speelschema van de groepsfase werd bekendgemaakt op 23 september 2015 en door middel van loting ingevuld op 8 november 2016. De zestien gekwalificeerde ploegen werden ingedeeld in vier poules van vier ploegen, waarvan de bovenste twee ploegen zich plaatsten voor de kwartfinale.
Betekenis van de kleuren
| Groen: geplaatst voor de kwartfinales |
| Rood: uitgeschakeld                   |

### Groep A
| Pos | Land       | Wed | Win | Gel | Ver | DV | DT | +/− | Pnt |
| --- | ---------- | --- | --- | --- | --- | -- | -- | --- | --- |
| 1   | Nederland  | 3   | 3   | 0   | 0   | 4  | 1  | +3  | 9   |
| 2   | Denemarken | 3   | 2   | 0   | 1   | 2  | 1  | +1  | 6   |
| 3   | België     | 3   | 1   | 0   | 2   | 3  | 3  | 0   | 3   |
| 4   | Noorwegen  | 3   | 0   | 0   | 3   | 0  | 4  | –4  | 0   |

|                           |                   |       |           |                                                                                      |
| zondag 16 juli 2017 18.00 | Nederland         | 1 – 0 | Noorwegen | Stadion Galgenwaard, Utrecht Toeschouwers: 21.732 Scheidsrechter: Stéphanie Frappart |
| zondag 16 juli 2017 18.00 | Van de Sanden 66' |       |           | Stadion Galgenwaard, Utrecht Toeschouwers: 21.732 Scheidsrechter: Stéphanie Frappart |

|                           |                |       |        |                                                                                        |
| zondag 16 juli 2017 20.45 | Denemarken     | 1 – 0 | België | Stadion De Vijverberg, Doetinchem Toeschouwers: 5.054 Scheidsrechter: Kateryna Monzoel |
| zondag 16 juli 2017 20.45 | Troelsgaard 6' |       |        | Stadion De Vijverberg, Doetinchem Toeschouwers: 5.054 Scheidsrechter: Kateryna Monzoel |

|                              |           |                         |        |                                                                                 |
| donderdag 20 juli 2017 18.00 | Noorwegen | 0 – 2                   | België | Rat Verlegh Stadion, Breda Toeschouwers: 8.477 Scheidsrechter: Monika Mularczyk |
| donderdag 20 juli 2017 18.00 |           | 59' Van Gorp 67' Cayman |        | Rat Verlegh Stadion, Breda Toeschouwers: 8.477 Scheidsrechter: Monika Mularczyk |

|                              |                   |       |            |                                                                                        |
| donderdag 20 juli 2017 20.45 | Nederland         | 1 – 0 | Denemarken | Spartastadion Het Kasteel, Rotterdam Toeschouwers: 10.599 Scheidsrechter: Riem Hussein |
| donderdag 20 juli 2017 20.45 | Spitse 20' (pen.) |       |            | Spartastadion Het Kasteel, Rotterdam Toeschouwers: 10.599 Scheidsrechter: Riem Hussein |

|                            |              |       |                               |                                                                                          |
| maandag 24 juli 2017 20.45 | België       | 1 – 2 | Nederland                     | Koning Willem II Stadion, Tilburg Toeschouwers: 12.697 Scheidsrechter: Bibiana Steinhaus |
| maandag 24 juli 2017 20.45 | Wullaert 59' |       | 27' (pen.) Spitse 74' Martens | Koning Willem II Stadion, Tilburg Toeschouwers: 12.697 Scheidsrechter: Bibiana Steinhaus |

|                            |           |         |            |                                                                                   |
| maandag 24 juli 2017 20.45 | Noorwegen | 0 – 1   | Denemarken | De Adelaarshorst, Deventer Toeschouwers: 5.885 Scheidsrechter: Stéphanie Frappart |
| maandag 24 juli 2017 20.45 |           | 5' Veje |            | De Adelaarshorst, Deventer Toeschouwers: 5.885 Scheidsrechter: Stéphanie Frappart |

### Groep B
| Pos | Land      | Wed | Win | Gel | Ver | DV | DT | +/− | Pnt |
| --- | --------- | --- | --- | --- | --- | -- | -- | --- | --- |
| 1   | Duitsland | 3   | 2   | 1   | 0   | 4  | 1  | +3  | 7   |
| 2   | Zweden    | 3   | 1   | 1   | 1   | 4  | 3  | +1  | 4   |
| 3   | Rusland   | 3   | 1   | 0   | 2   | 2  | 5  | –3  | 3   |
| 4   | Italië    | 3   | 1   | 0   | 2   | 5  | 6  | –1  | 3   |

|                            |           |       |                               |                                                                                      |
| maandag 17 juli 2017 18.00 | Italië    | 1 – 2 | Rusland                       | Spartastadion Het Kasteel, Rotterdam Toeschouwers: 669 Scheidsrechter: Jana Adámková |
| maandag 17 juli 2017 18.00 | Mauro 88' |       | 9' Danilova 26' Jel. Morozova | Spartastadion Het Kasteel, Rotterdam Toeschouwers: 669 Scheidsrechter: Jana Adámková |

|                            |           |       |        |                                                                                |
| maandag 17 juli 2017 20.45 | Duitsland | 0 – 0 | Zweden | Rat Verlegh Stadion, Breda Toeschouwers: 9.276 Scheidsrechter: Katalin Kulcsár |
| maandag 17 juli 2017 20.45 |           |       |        | Rat Verlegh Stadion, Breda Toeschouwers: 9.276 Scheidsrechter: Katalin Kulcsár |

|                            |                              |       |         |                                                                                   |
| vrijdag 21 juli 2017 18.00 | Zweden                       | 2 – 0 | Rusland | De Adelaarshorst, Deventer Toeschouwers: 5.764 Scheidsrechter: Stéphanie Frappart |
| vrijdag 21 juli 2017 18.00 | Schelin 22' Blackstenius 51' |       |         | De Adelaarshorst, Deventer Toeschouwers: 5.764 Scheidsrechter: Stéphanie Frappart |

|                            |                              |       |                            |                                                                                        |
| vrijdag 21 juli 2017 20.45 | Duitsland                    | 2 – 1 | Italië                     | Koning Willem II Stadion, Tilburg Toeschouwers: 7.108 Scheidsrechter: Kateryna Monzoel |
| vrijdag 21 juli 2017 20.45 | Henning 19' Peter 67' (pen.) |       | 29' Mauro 64', 69' Bartoli | Koning Willem II Stadion, Tilburg Toeschouwers: 7.108 Scheidsrechter: Kateryna Monzoel |

|                            |         |                                      |           |                                                                                   |
| dinsdag 25 juli 2017 20.45 | Rusland | 0 – 2                                | Duitsland | Stadion Galgenwaard, Utrecht Toeschouwers: 6.458 Scheidsrechter: Monika Mularczyk |
| dinsdag 25 juli 2017 20.45 |         | 10' (pen.) Peter 56' (pen.) Marozsán |           | Stadion Galgenwaard, Utrecht Toeschouwers: 6.458 Scheidsrechter: Monika Mularczyk |

|                            |                                     |       |                              |                                                                                      |
| dinsdag 25 juli 2017 20.45 | Zweden                              | 2 – 3 | Italië                       | Stadion De Vijverberg, Doetinchem Toeschouwers: 5.203 Scheidsrechter: Esther Staubli |
| dinsdag 25 juli 2017 20.45 | Schelin 14' (pen.) Blackstenius 47' |       | 4', 37' Sabatino 85' Girelli | Stadion De Vijverberg, Doetinchem Toeschouwers: 5.203 Scheidsrechter: Esther Staubli |

### Groep C
| Pos | Land        | Wed | Win | Gel | Ver | DV | DT | +/− | Pnt |
| --- | ----------- | --- | --- | --- | --- | -- | -- | --- | --- |
| 1   | Oostenrijk  | 3   | 2   | 1   | 0   | 5  | 1  | +4  | 7   |
| 2   | Frankrijk   | 3   | 1   | 2   | 0   | 3  | 2  | +1  | 5   |
| 3   | Zwitserland | 3   | 1   | 1   | 1   | 3  | 3  | 0   | 4   |
| 4   | IJsland     | 3   | 0   | 0   | 3   | 1  | 6  | –5  | 0   |

|                            |            |       |             |                                                                                  |
| dinsdag 18 juli 2017 18.00 | Oostenrijk | 1 – 0 | Zwitserland | De Adelaarshorst, Deventer Toeschouwers: 4.781 Scheidsrechter: Bibiana Steinhaus |
| dinsdag 18 juli 2017 18.00 | Burger 15' |       | 60' Kiwic   | De Adelaarshorst, Deventer Toeschouwers: 4.781 Scheidsrechter: Bibiana Steinhaus |

|                            |                      |       |         |                                                                                       |
| dinsdag 18 juli 2017 20.45 | Frankrijk            | 1 – 0 | IJsland | Koning Willem II Stadion, Tilburg Toeschouwers: 4.894 Scheidsrechter: Carina Vitulano |
| dinsdag 18 juli 2017 20.45 | Le Sommer 86' (pen.) |       |         | Koning Willem II Stadion, Tilburg Toeschouwers: 4.894 Scheidsrechter: Carina Vitulano |

|                             |                    |       |                             |                                                                                               |
| zaterdag 22 juli 2017 18.00 | IJsland            | 1 – 2 | Zwitserland                 | Stadion De Vijverberg, Doetinchem Toeschouwers: 5.647 Scheidsrechter: Anastasia Poestovojtova |
| zaterdag 22 juli 2017 18.00 | Friðriksdóttir 33' |       | 43' Dickenmann 52' Bachmann | Stadion De Vijverberg, Doetinchem Toeschouwers: 5.647 Scheidsrechter: Anastasia Poestovojtova |

|                             |           |       |            |                                                                                |
| zaterdag 22 juli 2017 20.45 | Frankrijk | 1 – 1 | Oostenrijk | Stadion Galgenwaard, Utrecht Toeschouwers: 3.347 Scheidsrechter: Jana Adámková |
| zaterdag 22 juli 2017 20.45 | Henry 51' |       | 27' Makas  | Stadion Galgenwaard, Utrecht Toeschouwers: 3.347 Scheidsrechter: Jana Adámková |

|                             |                  |       |                        |                                                                                |
| woensdag 26 juli 2017 20.45 | Zwitserland      | 1 – 1 | Frankrijk              | Rat Verlegh Stadion, Breda Toeschouwers: 4.511 Scheidsrechter: Katalin Kulcsár |
| woensdag 26 juli 2017 20.45 | Crnogorčević 19' |       | 17' Périsset 76' Abily | Rat Verlegh Stadion, Breda Toeschouwers: 4.511 Scheidsrechter: Katalin Kulcsár |

|                             |         |                                      |            |                                                                                       |
| woensdag 26 juli 2017 20.45 | IJsland | 0 – 3                                | Oostenrijk | Spartastadion Het Kasteel, Rotterdam Toeschouwers: 4.893 Scheidsrechter: Riem Hussein |
| woensdag 26 juli 2017 20.45 |         | 36' Zadrazil 44' Burger 89' Enzinger |            | Spartastadion Het Kasteel, Rotterdam Toeschouwers: 4.893 Scheidsrechter: Riem Hussein |

### Groep D[4][5]
| Pos | Land      | Wed | Win | Gel | Ver | DV | DT | +/− | Pnt |
| --- | --------- | --- | --- | --- | --- | -- | -- | --- | --- |
| 1   | Engeland  | 3   | 3   | 0   | 0   | 10 | 1  | +9  | 9   |
| 2   | Spanje    | 3   | 1   | 0   | 2   | 2  | 3  | –1  | 3   |
| 3   | Schotland | 3   | 1   | 0   | 2   | 2  | 8  | –6  | 3   |
| 4   | Portugal  | 3   | 1   | 0   | 2   | 3  | 5  | –2  | 3   |

|                             |                         |       |          |                                                                                        |
| woensdag 19 juli 2017 18.00 | Spanje                  | 2 – 0 | Portugal | Stadion De Vijverberg, Doetinchem Toeschouwers: 3.188 Scheidsrechter: Pernilla Larsson |
| woensdag 19 juli 2017 18.00 | Losada 23' Sampedro 42' |       |          | Stadion De Vijverberg, Doetinchem Toeschouwers: 3.188 Scheidsrechter: Pernilla Larsson |

|                             |                                                       |       |           |                                                                                 |
| woensdag 19 juli 2017 20.45 | Engeland                                              | 6 – 0 | Schotland | Stadion Galgenwaard, Utrecht Toeschouwers: 5.578 Scheidsrechter: Esther Staubli |
| woensdag 19 juli 2017 20.45 | Taylor 11', 26', 53' White 32' Nobbs 87' Duggan 90+3' |       |           | Stadion Galgenwaard, Utrecht Toeschouwers: 5.578 Scheidsrechter: Esther Staubli |

|                           |              |       |                             |                                                                                          |
| zondag 23 juli 2017 18.00 | Schotland    | 1 – 2 | Portugal                    | Spartastadion Het Kasteel, Rotterdam Toeschouwers: 3.123 Scheidsrechter: Katalin Kulcsár |
| zondag 23 juli 2017 18.00 | Cuthbert 68' |       | 27' C. Mendes 72' Ana Leite | Spartastadion Het Kasteel, Rotterdam Toeschouwers: 3.123 Scheidsrechter: Katalin Kulcsár |

|                           |                     |       |        |                                                                                |
| zondag 23 juli 2017 20.45 | Engeland            | 2 – 0 | Spanje | Rat Verlegh Stadion, Breda Toeschouwers: 4.879 Scheidsrechter: Carina Vitulano |
| zondag 23 juli 2017 20.45 | Kirby 2' Taylor 85' |       |        | Rat Verlegh Stadion, Breda Toeschouwers: 4.879 Scheidsrechter: Carina Vitulano |

|                              |               |       |                      |                                                                                     |
| donderdag 27 juli 2017 20.45 | Portugal      | 1 – 2 | Engeland             | Koning Willem II Stadion, Tilburg Toeschouwers: 3.335 Scheidsrechter: Jana Adámková |
| donderdag 27 juli 2017 20.45 | C. Mendes 17' |       | 7' Duggan 48' Parris | Koning Willem II Stadion, Tilburg Toeschouwers: 3.335 Scheidsrechter: Jana Adámková |

|                              |           |       |        |                                                                                 |
| donderdag 27 juli 2017 20.45 | Schotland | 1 – 0 | Spanje | De Adelaarshorst, Deventer Toeschouwers: 4.840 Scheidsrechter: Kateryna Monzoel |
| donderdag 27 juli 2017 20.45 | Weir 42'  |       |        | De Adelaarshorst, Deventer Toeschouwers: 4.840 Scheidsrechter: Kateryna Monzoel |

## Eindfase

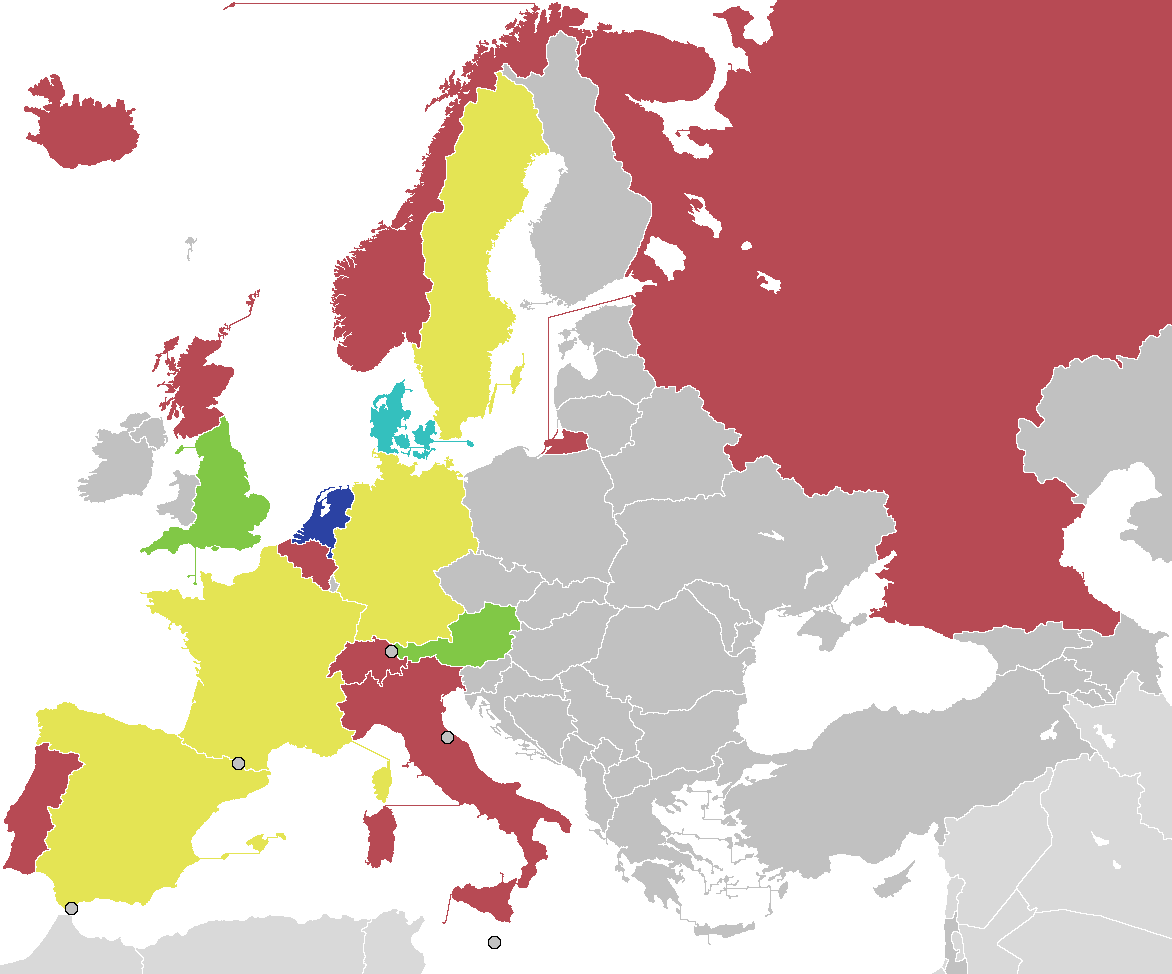
Resultaten deelnemers EK 2017
Winnaar
Tweede
Halve finale
Kwartfinale
Groepsfase

In de knockoutfase werd er verlengd bij een gelijke stand na 90 minuten. Indien er dan nog geen winnaar was werden strafschoppen genomen om een winnaar aan te duiden. Er was geen 'kleine finale' om de derde plaats.
|  | kwartfinale         | kwartfinale       |                      |       | halve finale | halve finale |  |  | finale | finale |
|  |                     |                   |                      |       |              |              |  |  |        |        |
|  |                     |                   |                      |       |              |              |  |  |        |        |
|  | 29 juli, Doetinchem |                   |                      |       |              |              |  |  |        |        |
|  |                     |                   |                      |       |              |              |  |  |        |        |
|  | Nederland           | 2                 |                      |       |              |              |  |  |        |        |
|  | Nederland           | 2                 | 3 augustus, Enschede |       |              |              |  |  |        |        |
|  | Zweden              | 0                 |                      |       |              |              |  |  |        |        |
|  | Zweden              | 0                 | Nederland            | 3     |              |              |  |  |        |        |
|  | 30 juli, Deventer   |                   | Nederland            | 3     |              |              |  |  |        |        |
|  |                     | Engeland          | 0                    |       |              |              |  |  |        |        |
|  | Engeland            | Engeland          | 0                    | 1     |              |              |  |  |        |        |
|  | Engeland            |                   | 6 augustus, Enschede | 1     |              |              |  |  |        |        |
|  | Frankrijk           | 0                 |                      |       |              |              |  |  |        |        |
|  | Frankrijk           | 0                 | Nederland            | 4     |              |              |  |  |        |        |
|  | 30 juli, Rotterdam  |                   | Nederland            | 4     |              |              |  |  |        |        |
|  |                     | Denemarken        | 2                    |       |              |              |  |  |        |        |
|  | Duitsland           | Denemarken        | 2                    | 1     |              |              |  |  |        |        |
|  | Duitsland           | 3 augustus, Breda |                      | 1     |              |              |  |  |        |        |
|  | Denemarken          | 2                 |                      |       |              |              |  |  |        |        |
|  | Denemarken          | 2                 | Denemarken           | 0 (3) |              |              |  |  |        |        |
|  | 30 juli, Tilburg    |                   | Denemarken           | 0 (3) |              |              |  |  |        |        |
|  |                     | Oostenrijk        | 0 (0)                |       |              |              |  |  |        |        |
|  | Oostenrijk          | Oostenrijk        | 0 (0)                | 0 (5) |              |              |  |  |        |        |
|  | Oostenrijk          |                   |                      | 0 (5) |              |              |  |  |        |        |
|  | Spanje              | 0 (3)             |                      |       |              |              |  |  |        |        |
|  | Spanje              | 0 (3)             |                      |       |              |              |  |  |        |        |

### Kwartfinales
|                             |                         |       |        |                                                                                          |
| zaterdag 29 juli 2017 18.00 | Nederland               | 2 – 0 | Zweden | Stadion De Vijverberg, Doetinchem Toeschouwers: 11.107 Scheidsrechter: Bibiana Steinhaus |
| zaterdag 29 juli 2017 18.00 | Martens 33' Miedema 64' |       |        | Stadion De Vijverberg, Doetinchem Toeschouwers: 11.107 Scheidsrechter: Bibiana Steinhaus |

|                           |                |       |                          |                                                                                          |
| zondag 30 juli 2017 12.00 | Duitsland      | 1 – 2 | Denemarken               | Spartastadion Het Kasteel, Rotterdam Toeschouwers: 5.251 Scheidsrechter: Katalin Kulcsár |
| zondag 30 juli 2017 12.00 | Kerschowski 3' |       | 48' Nadim 83' T. Nielsen | Spartastadion Het Kasteel, Rotterdam Toeschouwers: 5.251 Scheidsrechter: Katalin Kulcsár |

|                           |                                                |            |                                    |                                                                                          |
| zondag 30 juli 2017 18.00 | Oostenrijk                                     | 0 – 0 (nv) | Spanje                             | Koning Willem II Stadion, Tilburg Toeschouwers: 3.488 Scheidsrechter: Stéphanie Frappart |
| zondag 30 juli 2017 18.00 |                                                |            |                                    | Koning Willem II Stadion, Tilburg Toeschouwers: 3.488 Scheidsrechter: Stéphanie Frappart |
| zondag 30 juli 2017 18.00 | Strafschoppen                                  |            |                                    | Koning Willem II Stadion, Tilburg Toeschouwers: 3.488 Scheidsrechter: Stéphanie Frappart |
| zondag 30 juli 2017 18.00 | 1 Feiersinger Burger Aschauer Pinther Puntigam | 5 – 3      | García Sampedro Meseguer Corredera | Koning Willem II Stadion, Tilburg Toeschouwers: 3.488 Scheidsrechter: Stéphanie Frappart |

|                           |            |       |           |                                                                               |
| zondag 30 juli 2017 20.45 | Engeland   | 1 – 0 | Frankrijk | De Adelaarshorst, Deventer Toeschouwers: 6.283 Scheidsrechter: Esther Staubli |
| zondag 30 juli 2017 20.45 | Taylor 60' |       |           | De Adelaarshorst, Deventer Toeschouwers: 6.283 Scheidsrechter: Esther Staubli |

### Halve finales
|                                 |                                      |            |                              |                                                                                  |
| donderdag 3 augustus 2017 18.00 | Denemarken                           | 0 – 0 (nv) | Oostenrijk                   | Rat Verlegh Stadion, Breda Toeschouwers: 11.312 Scheidsrechter: Kateryna Monzoel |
| donderdag 3 augustus 2017 18.00 |                                      |            |                              | Rat Verlegh Stadion, Breda Toeschouwers: 11.312 Scheidsrechter: Kateryna Monzoel |
| donderdag 3 augustus 2017 18.00 | Strafschoppen                        |            |                              | Rat Verlegh Stadion, Breda Toeschouwers: 11.312 Scheidsrechter: Kateryna Monzoel |
| donderdag 3 augustus 2017 18.00 | 1 Nadim Harder So. Pedersen Sørensen | 3 – 0      | Feiersinger Pinther Aschauer | Rat Verlegh Stadion, Breda Toeschouwers: 11.312 Scheidsrechter: Kateryna Monzoel |

|                                 |                                                 |       |          |                                                                                    |
| donderdag 3 augustus 2017 20.45 | Nederland                                       | 3 – 0 | Engeland | De Grolsch Veste, Enschede Toeschouwers: 27.093 Scheidsrechter: Stéphanie Frappart |
| donderdag 3 augustus 2017 20.45 | Miedema 22' Van de Donk 62' Bright 90+3' (e.d.) |       |          | De Grolsch Veste, Enschede Toeschouwers: 27.093 Scheidsrechter: Stéphanie Frappart |

### Finale
|                                                     |                                         |       |                            |                                                                                |
| zondag 6 augustus 2017 17.00 (UTC+2) Finale EK 2017 | Nederland                               | 4 – 2 | Denemarken                 | De Grolsch Veste, Enschede Toeschouwers: 28.182 Scheidsrechter: Esther Staubli |
| zondag 6 augustus 2017 17.00 (UTC+2) Finale EK 2017 | Miedema 10', 89' Martens 28' Spitse 51' |       | 6' (pen.) Nadim 33' Harder | De Grolsch Veste, Enschede Toeschouwers: 28.182 Scheidsrechter: Esther Staubli |

| UEFA Europees kampioenschap vrouwenvoetbal Winnaar 2017 |
| ------------------------------------------------------- |
| NEDERLAND 1e titel                                      |

## Statistieken

### Doelpuntenmakers
5 doelpunten
- Jodie Taylor (Gouden Schoen)[7][8]

4 doelpunten
- Vivianne Miedema (Zilveren Schoen)[7][8]

3 doelpunten
- Lieke Martens (Bronzen Schoen)[7][8]
- Sherida Spitse

2 doelpunten
- Nadia Nadim
- Babett Peter
- Toni Duggan
- Ilaria Mauro
- Daniela Sabatino
- Nina Burger
- Carolina Mendes
- Stina Blackstenius
- Lotta Schelin

1 doelpunt
- Janice Cayman
- Elke Van Gorp
- Tessa Wullaert
- Pernille Harder
- Theresa Nielsen
- Sanne Troelsgaard
- Katrine Veje
- Josephine Henning
- Dzsenifer Marozsán
- Isabel Kerschowski
- Fran Kirby
- Jordan Nobbs
- Nikita Parris
- Ellen White
- Camille Abily
- Amandine Henry
- Eugenie Le Sommer
- Fanndís Friðriksdóttir
- Cristiana Girelli
- Daniëlle van de Donk
- Shanice van de Sanden
- Stefanie Enzinger
- Lisa Makas
- Sarah Zadrazil
- Ana Leite
- Jelena Danilova
- Jelena Morozova
- Erin Cuthbert
- Caroline Weir
- Victoria Losada
- Amanda Sampedro
- Ramona Bachmann
- Ana-Maria Crnogorčević
- Lara Dickenmann

Eigen doelpunt
- Millie Bright (tegen Nederland)

### Rode kaarten
1 rode kaart
- Eve Perisset
- Elisa Bartoli
- Rahel Kiwic

### UEFA's team van het toernooi
Bij de door de UEFA tot beste elf van het toernooi verkozen vrouwen zitten zeven spelers die uitkwamen in de finale.
| Keeper              | Verdedigers                                             | Middenvelders                                               | Aanvallers                   |
| ------------------- | ------------------------------------------------------- | ----------------------------------------------------------- | ---------------------------- |
| Sari van Veenendaal | Verena Aschauer Lucy Bronze Anouk Dekker Steph Houghton | Jackie Groenen Lieke Martens Theresa Nielsen Sherida Spitse | Pernille Harder Jodie Taylor |

## Prijzengeld
Een totaal van 8 miljoen euro was er te verdelen:
| Fase        | Prijzengeld | Teams |
| ----------- | ----------- | ----- |
| Groepsfase  | € 300.000   | 8     |
| Kwartfinale | € 500.000   | 4     |
| Halvefinale | € 700.000   | 2     |
| 2e plaats   | € 1.000.000 | 1     |
| Kampioen    | € 1.200.000 | 1     |